# Culture III
Culture III é o quarto álbum de estúdio do trio estadunidense de hip hop Migos, lançado em 11 de junho de 2021, através da Capitol, Motown Records e Quality Control Music. O álbum conta com participações de Drake, Cardi B, Polo G, Future, Justin Bieber, e dos rappers Juice Wrld, Pop Smoke e YoungBoy Never Broke Again. É a continuação de seu álbum Culture II de 2018 e serve como a conclusão de sua trilogia Culture. Uma edição deluxe foi lançada em 17 de junho, incluindo cinco faixas adicionais.
Culture III foi procedido por dois singles: "Need It" e "Straightenin", além do single promocional, "Avalanche". O álbum recebeu críticas geralmente positivas da crítica e estreou em segundo lugar na Billboard 200 dos Estados Unidos.

## Antecedentes
Em outubro de 2018, Quavo afirmou em uma entrevista à Associated Press que após seu primeiro álbum solo Quavo Huncho, Takeoff e Offset lançariam projetos solo. Quando questionado sobre a chegada de novas músicas dos Migos, respondeu que Culture III chegaria "no início de 2019", juntamente com a sugestão de que um projeto colaborativo entre Migos e o rapper canadense Drake seria lançado após a sua turnê juntos. Em 25 de março de 2019, Takeoff afirmou que o álbum estava a caminho. Em 12 de dezembro de 2019, Offset revelou que o álbum seria o último capítulo da trilogia Culture e que incluía uma canção com o rapper norte-americano Juice Wrld intitulada "What’s Brackin", apenas quatro dias depois de Juice Wrld falecer de uma overdose de drogas.
O álbum foi adiado e remarcado para ser lançado no início de 2020. No entanto, o álbum foi adiado novamente, devido à pandemia de COVID-19. Quavo falou com a Billboard em março de 2020, anunciando a decisão do trio de adiar o lançamento de Culture III, explicando que foi em grande parte devido à sua incapacidade de lançar corretamente o álbum uma vez que as regras de distanciamento social entraram em vigor na maioria dos estados dos Estados Unidos da América. Em vez disso, o trio declarou que primeiro lançaria um projeto diferente, intitulado Quarantine Mixtape, antes do Culture III. Em 22 de maio de 2020, enquanto aparecia no programa Young Money Radio do rapper norte-americano Lil Wayne na Apple Music, Migos anunciou que mudaria o título de Culture III para outro título. Nenhuma data de lançamento foi anunciada naquele momento.
Em 18 de abril de 2021, Quavo tweetou que a mixagem do álbum havia começado. Em 17 de maio de 2021, Migos anunciou que Culture III seria lançado em 11 de junho de 2021. A data de lançamento foi anunciada por meio de uma carta que eles escreveram como parte da Quality Control, a gravadora com a qual eles assinaram.

## Singles
Em 22 de maio de 2020, Migos lançou o primeiro single do álbum, "Need It", com participação do rapper norte-americano YoungBoy Never Broke Again. A canção alcançou a posição 62 na Billboard Hot 100. O videoclipe estreou em 20 de agosto de 2020.
Em 14 de maio de 2021, o trio lançou "Straightenin" como o segundo single, seu primeiro lançamento em pouco menos de um ano. A canção alcançou a posição 38 na Billboard Hot 100. O videoclipe estreou junto com a canção.

## Lista de faixas
| Culture III – Edição padrão |                                                     | |                                                        |         |  |
| N.º                         | Título                                              | Compositor(es) | Produtor(es)                                           | Duração |  |
| 1.                          | "Avalanche"                                         | Quavious Marshall Kiari Cephus Kirshnik Ball Daryl McPherson Norman Whitfield Barrett Strong                                                                        | DJ Durel Quavo                                         | 3:26    |  |
| 2.                          | "Having Our Way" (com part. de Drake)               | Marshall Cephus Ball Aubrey Graham Tyshane Thompson Nima Jahanbin Paimon Jahanbin Amir Stevie B Jack LoMastro                                                       | Wallis Lane Azul Wynter LoMastro Preme                 | 4:38    |  |
| 3.                          | "Straightenin"                                      | Marshall Cephus Ball McPherson Ahn-tuan Tran Chi Trieu Kilian Mbelo Latos Konstantinos Tom Dettinger                                                                | DJ Durel Atake Sluzyyy Slime Castro Nuki Osiris        | 4:15    |  |
| 4.                          | "Type Shit" (com Cardi B)                           | Marshall Cephus Ball Belcalis Almanzar Jorden Thorpe Torae Carr Shane Lindstrom Brytavious Chambers Darryl Clemons Jacob Deimler Rai'shaun Williams Quentin Boehnke | Murda Beatz Tay Keith Pooh Beatz Rvnes Section 8 Ciaga | 3:09    |  |
| 5.                          | "Malibu" (com part. de Polo G)                      | Marshall Cephus Ball Taurus Bartlett Clemons Nasir Moore Rasool Diaz                                                                                                | Pooh Beatz Nas Moore Diaz Mars                         | 4:08    |  |
| 6.                          | "Birthday"                                          | Marshall Cephus Ball Samuel Jimenez Josehua Parker N. Jahanbin P. Jahanbin                                                                                          | Smash David OG Parker Wallis Lane                      | 3:47    |  |
| 7.                          | "Modern Day"                                        | Marshall Cephus Ball Lindstrom Jordan Fox | Murda Beatz Fox                                        | 4:01    |  |
| 8.                          | "Vaccine"                                           | Marshall Cephus Ball Tyron Douglas | Buddah Bless                                           | 3:41    |  |
| 9.                          | "Picasso" (com Future)                              | Marshall Cephus Ball Nayvadius Wilburn Denis Berger McPherson | Pvlace DJ Durel                                        | 3:32    |  |
| 10.                         | "Roadrunner"                                        | Marshall Cephus Ball Xavier Dotson John Carrington, Jr. | Zaytoven Trauma Tone                                   | 4:16    |  |
| 11.                         | "What You See" (com Justin Bieber)                  | Marshall Cephus Ball Justin Bieber Jerel Nance Miguel Curtidor McPherson                                                                                            | Danny Wolf DJ Durel                                    | 2:59    |  |
| 12.                         | "Jane"                                              | Marshall Cephus Ball Chambers Kevin Gomringer Tim Gomringer Diamanté Blackmon Nils Noehden                                                                          | Tay Keith Cubeatz Carnage Nils                         | 3:22    |  |
| 13.                         | "Antisocial" (com part. de Juice Wrld)              | Marshall Cephus Ball Jarad Higgins Lindstrom Diaz | Murda Beatz Diaz                                       | 4:22    |  |
| 14.                         | "Why Not"                                           | Marshall Cephus Ball Nance McPherson | DJ Durel Quavo                                         | 3:49    |  |
| 15.                         | "Mahomes"                                           | Marshall Cephus Ball McPherson Gleb Protasov | DJ Durel BGudini                                       | 5:08    |  |
| 16.                         | "Handle My Business"                                | Marshall Cephus Ball Ozan Yildirim | Oz                                                     | 4:37    |  |
| 17.                         | "Time for Me"                                       | Marshall Cephus Ball Lindstrom Marcel Korkutata | Murda Beatz Mars Sonic                                 | 3:59    |  |
| 18.                         | "Light It Up" (com Pop Smoke)                       | Marshall Cephus Ball Bashar Jackson Andre Loblack Patrick Newton Keanu Torres Fabio Aguilar                                                                         | 808Melo Swirv Keanu Beats Aguilar                      | 4:29    |  |
| 19.                         | "Need It" (com part. de YoungBoy Never Broke Again) | Marshall Cephus Ball Kentrell Gaulden Douglas Curtis Jackson Tony Cottrell                                                                                          | Buddah Bless                                           | 3:15    |  |
| Duração total:              | Duração total:                                      | Duração total: | Duração total:                                         | 74:53   |  |

| Faixas bônus da edição deluxe |                  |                                                                      |                        |         |  |
| N.º                           | Título           | Compositor(es)                                                       | Produtor(es)           | Duração |  |
| 20.                           | "How We Coming"  | Marshall Cephus Ball Lindstrom Joseph L'Etranger                     | Murda Beatz L'Etranger | 3:49    |  |
| 21.                           | "How Did I"      | Marshall Cephus Ball Ahmar Bailey                                    | Kid Hazel              | 4:25    |  |
| 22.                           | "New Money"      | Marshall Cephus Ball Gregory Sekeres William Gaskins William Valella | Will Major Squill      | 4:53    |  |
| 23.                           | "Menace"         | Marshall Cephus Ball McPherson Kedrick Cannady                       | DJ Durel Pyrex         | 2:24    |  |
| 24.                           | "Working a Fool" | Marshall Cephus Ball David Cunningham                                | Dun Deal               | 4:49    |  |

## Históricos de lançamentos
| Região | Data                | Formato(s)                 | Versão | Gravadora(s)                   | Ref.   |
| ------ | ------------------- | -------------------------- | ------ | ------------------------------ | ------ |
| Várias | 11 de junho de 2021 | Download digital streaming | Padrão | Capitol Motown Quality Control | [ 14 ] |
| Várias | 17 de junho de 2021 | Download digital streaming | Deluxe | Capitol Motown Quality Control | [ 15 ] |